# Лопатинский (рабочий посёлок)
Лопатинский — упразднённый рабочий посёлок в Воскресенском районе Московской области. В 2004 году включен в состав города Воскресенска и исключен из учётных данных.

## История
На месте микрорайона располагалась деревня Лопатино. В 1883 году купец В. Кацепов основал красильную фабрику и контору для раздачи пряжи в деревне Лопатино.
В советское время недалеко был открыт Лопатинский фосфоритный рудник, который снабжал завод «Воскресенские минеральные удобрения» сырьём до 1990-х годов. Существовал Лопатинский сельсовет.
В 1963 году указом ПВС РСФСР населённый пункт Лопатинский Рудник был преобразован в рабочий посёлок Лопатинский.
В 2004 он был включён в черту города Воскресенска.

## Население
| 1970 | 1979    | 1989    | 2002    |
| ---- | ------- | ------- | ------- |
| 7159 | ↗10 351 | ↗14 231 | ↗14 337 |

## Инфраструктура
В микрорайоне расположены: поликлиника, школы, детские сады, дворец культуры «Юбилейный». Жилье представлено многоэтажными домами, но есть и частный сектор.

## Транспорт
Имеется оживленное автобусное сообщение с центром города, микрорайоном Новлянский и микрорайоном Цемгигант. В черте микрорайона расположена ж/д платформа Лопатино, но жители пользуются оживленным Рязанским направлением (платформой 88 км), до которой добираются общественным транспортом.

## Достопримечательности
- Лопатинский фосфоритный рудник с неповторимым ландшафтом;
- ДК «Юбилейный»;
- Конюшня;
- Озеро;
- Памятник безымянному солдату.